# 尹升山
尹升山（1925年—2011年9月27日），男，山东掖县人，中国电影音乐指挥家，长春电影制片厂乐团指挥，曾任中国电影家协会理事，中国音乐家协会理事。